# شاخک‌چماقیان
شاخک‌چماقیان (نام علمی: Sapygidae) نام یک خانواده از بالاخانواده زنبورهای خرمایی است.